# 卡瑟琳山
卡瑟琳山（英語：Mount Kathleen），是南極洲的山峰，位於杜費克海岸，處於英聯邦山脈北端，海拔高度約900米，由英國探險隊發現，現時由南極條約體系管理。